# سياه لش (بايين خيابان ليتكوة)
سیاه لش (بالفارسية: سیاه‌لش) هي قرية تقع في إيران في قسم بایین خیابان لیتکوة الريفي. يقدر عدد سكانها بـ 457 نسمة بحسب إحصاء 2016.